# Friedrichstadt (Berlino)

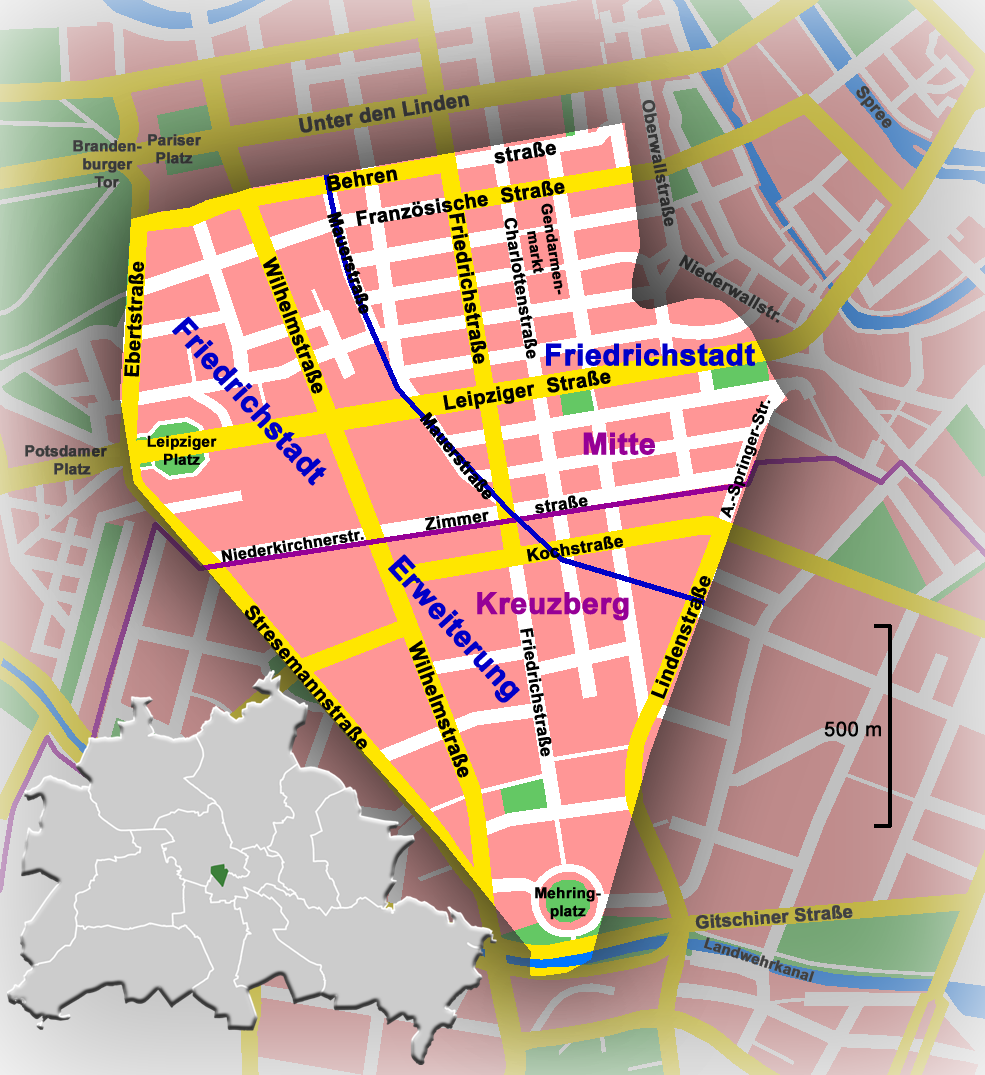
Pianta della Friedrichstadt

La Friedrichstadt (letteralmente «città federiciana») è un quartiere storico di Berlino, oggi diviso fra i quartieri di Mitte e Kreuzberg.
Fu fondata, come città indipendente, sobborgo di Berlino, nel 1688. La rete stradale, strettamente ortogonale, si basava sulle strade Friedrichstraße e Leipziger Straße. La piazza del mercato era l'attuale Gendarmenmarkt, con le cattedrali francese e tedesca.
Nel 1709 la Friedrichstadt fu incorporata nella nuova città di Berlino, come semplice quartiere. Nel 1732 fu ampliata fino al nuovo muro doganale (Akzisemauer) della città. A conclusione delle due strade principali furono realizzate due piazze geometriche, l'Achteck (attuale Leipziger Platz) e il Rondell (attuale Mehringplatz).
Nel XIX secolo il quartiere, per la sua posizione centralissima, perse il suo carattere di sobborgo signorile, per diventare un denso (e congestionato) quartiere commerciale e terziario.
Nel 1920, con la creazione della "Grande Berlino", e conseguente riorganizzazione amministrativa, il quartiere fu diviso fra di distretti di Mitte e Hallesches Tor (poi Kreuzberg).
Attualmente, il nome Friedrichstadt è usato, non ufficialmente, per indicare la sola parte appartenente a Mitte. La parte appartenente a Kreuzberg, dai forti problemi sociali, solo parzialmente sanati dagli interventi dell'IBA 84, è detta Südliche Friedrichstadt.